# Super Controller

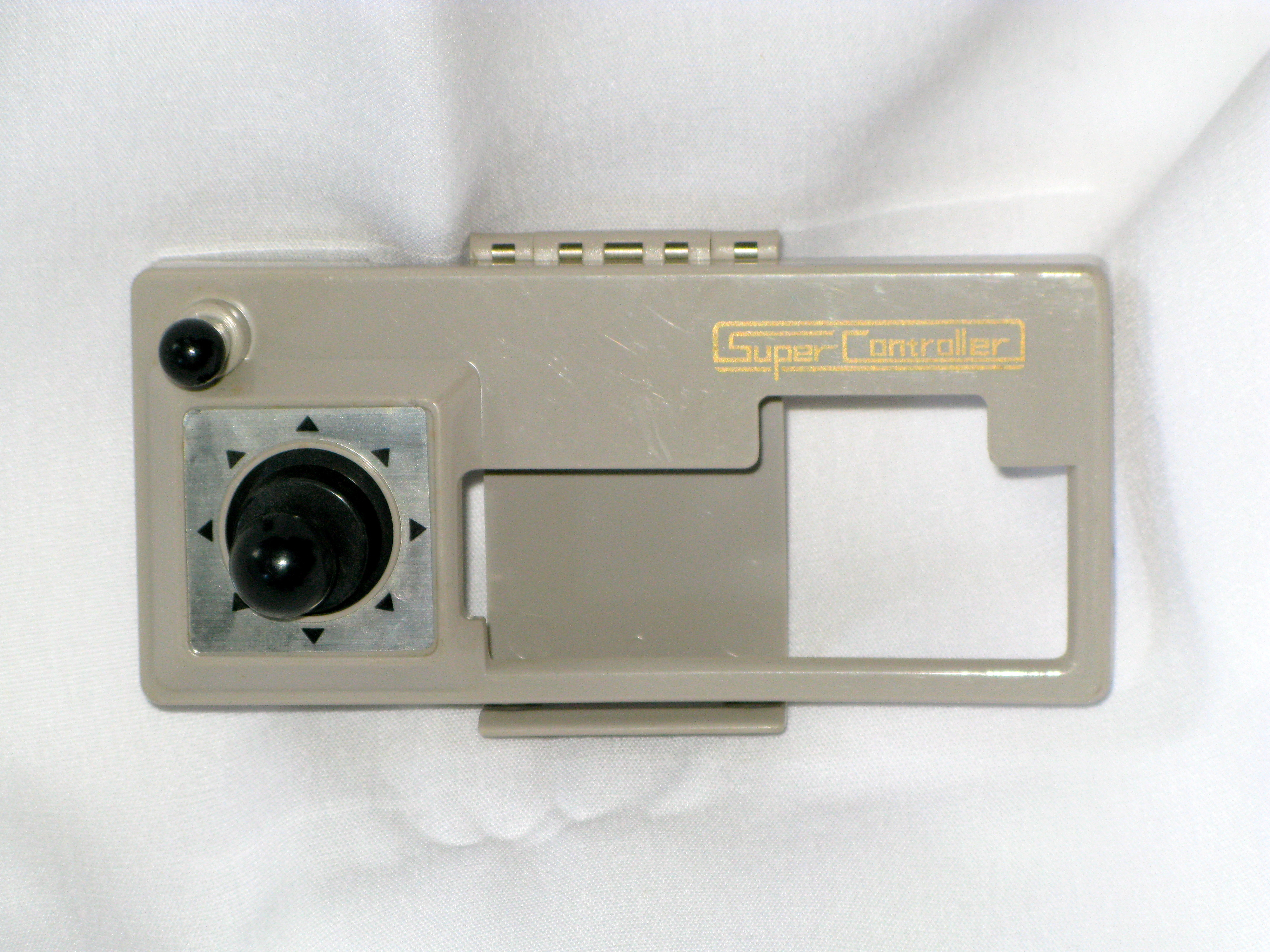
El Bandai Super Controller

El Super Controller es un accesorio para la consola Nintendo Entertainment System. Fue lanzado por Bandai era un dispositivo que consistía de una cubierta de plástico que se suponía que permitía al jugador tener una mejor experiencia en los juegos de NES. el control de NES se inserta dentro abriendo la parte posterior del super controler. El Super Controller aún permitía al jugador usar los botones originales A, B, Start, and Select; la única diferencia era una joystick estilo arcade que se ajustaba a la D-pad del controlador NES original.
Este accesorio para NES nunca fue considerado como exitoso, también considerando el hecho de que había mejores controles de nintendo y de third-party para NES, incluyendo el NES Advantage.
- Datos: Q7642273